# Shisa kanko

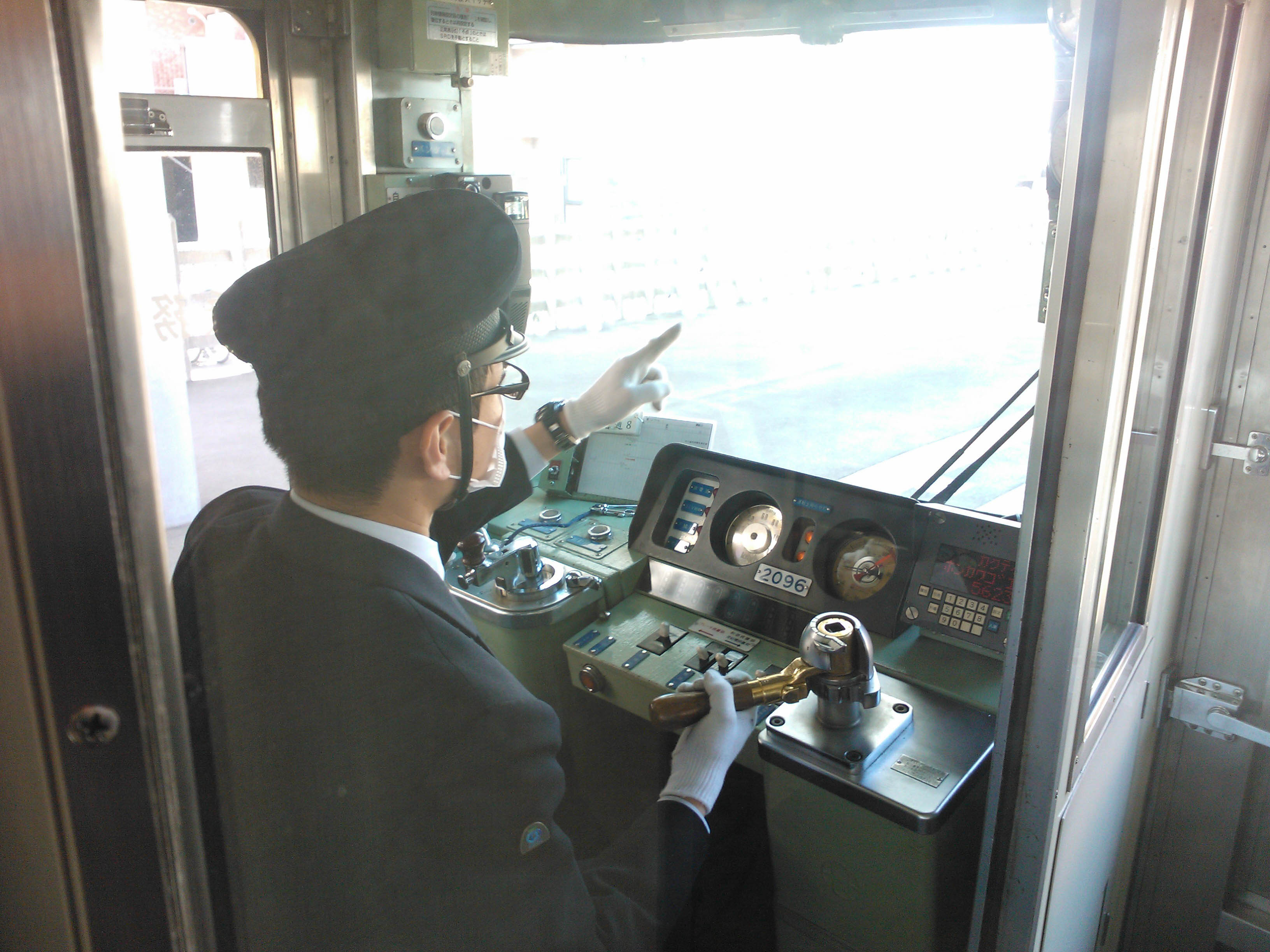
Ein japanischer Triebfahrzeugführer beim shisa kanko.

Shisa kanko (dt. = zeigen und nennen, japanisch 指差喚呼, auch 指差確認喚呼 shisa kakunin kanko oder 指差呼称 yubisashi koshō) bezeichnet eine Sicherheitsmaßnahme des Arbeitsschutzes, die in Japan ausgeübt wird. Dabei wird auf wichtige Dinge gezeigt und laut gerufen, um Fehler zu vermeiden und Unklarheiten auszuräumen.
Ursprünglich wurde die Maßnahme von Angestellten der japanischen Eisenbahn geprägt. Anfang des 20. Jahrhunderts begannen dort Lokführer, die Streckensignale laut auszurufen, die Geste des Zeigens auf die Signale wurde jedoch erst einige Jahrzehnte später hinzugefügt. Dabei wurde auf ausladende Gestikulierung und laute Sprache geachtet, um die Aufmerksamkeit auf das Wesentliche zu lenken und bei eintönigen Aufgaben dennoch fokussiert zu bleiben. Aus dem Eisenbahnwesen ging das shisa kanko in andere Bereiche der Industrie über, mittlerweile wird dieses Verhalten von der Japan Industrial Safety and Health Association (JISHA, 中央労働災害防止協会) ausdrücklich empfohlen. Außerhalb Japans wird es nur selten verwendet, mit Ausnahme beispielsweise in der New Yorker U-Bahn.
Da das shisa kanko die Visuomotorik des Ausübenden trainiert, schärft das Verhalten die Aufmerksamkeit und fördert rasches Erkennen von Situationen außerhalb der Norm. Das oftmals sehr übertriebene Ausführen dieser Maßnahme mit lauten verbalen Bestätigungen mag außerhalb Japans gerne als amüsant abgetan werden. Dennoch konnte beispielsweise in einer Studie des Railway Technical Research Institute von 1994 gezeigt werden, dass shisa kanko bei einfachen Aufgabenstellungen die Fehlerquote um bis zu 85 % reduzieren konnte. Eine Studie an der Universität von Osaka aus dem Jahr 2011 bestätigt dieses Ergebnis und zeigt außerdem, dass sich die Reaktionszeit verbessert.